# Robert Hossein
Cet article possède des paronymes, voir Robert Rossen et Hussein.
Pour les articles homonymes, voir Hosseinoff.
Abraham Hosseinhoff, dit Robert Hossein, né le 30 décembre 1927 dans le 12e arrondissement de Paris (Seine) et mort le 31 décembre 2020 à Essey-lès-Nancy (Meurthe-et-Moselle), est un réalisateur, acteur, scénariste, dialoguiste et metteur en scène français.

## Biographie

### Enfance
Robert Hossein naît le 30 décembre 1927 au 15 de la rue Santerre dans le 12e arrondissement de Paris (Seine) sous le nom d'état civil de « Abraham Hosseinhoff, ». Son père, Aminoullah Hosseinhoff (1905-1983), né russe à Samarcande ou à Achgabat, (qui a ensuite francisé son nom en André Hossein) est un compositeur d'origine irano-azéri, de confession zoroastrienne,,. Sa mère, Anna Mincovschi est une comédienne native de Soroca (Bessarabie,, ville aujourd'hui en Moldavie).
La famille loge dans un dernier étage, rue de Vaugirard, et vit très modestement. « Je suis né pauvre avec une cervelle de riche ». Robert Hossein est placé en pension par ses parents, mais se retrouve fréquemment renvoyé lorsque ses parents sont dans l'incapacité de régler la pension. Il arrête l’école après le certificat d’études primaires, regrettant par la suite de n'être qu'un « autodidacte ».
Au moment de la fin de la Seconde Guerre mondiale, il vivote dans le quartier Saint-Germain-des-Prés où il croise Jean-Paul Sartre, Jean Genet ou Boris Vian. Il cherche à se lancer dans le métier de comédien et, pour cela, suit très tôt des cours de théâtre, auprès notamment de René Simon et de Tania Balachova. En 1948, ses débuts sont modestes, il commence à obtenir de petits rôles au cinéma, faisant de la figuration dans le film Le Diable boiteux de Sacha Guitry. Grâce à un rôle dans la pièce Les Voyous qu’il écrit et met en scène au théâtre du Vieux-Colombier, il obtient cependant son premier succès d'estime à seulement 19 ans.

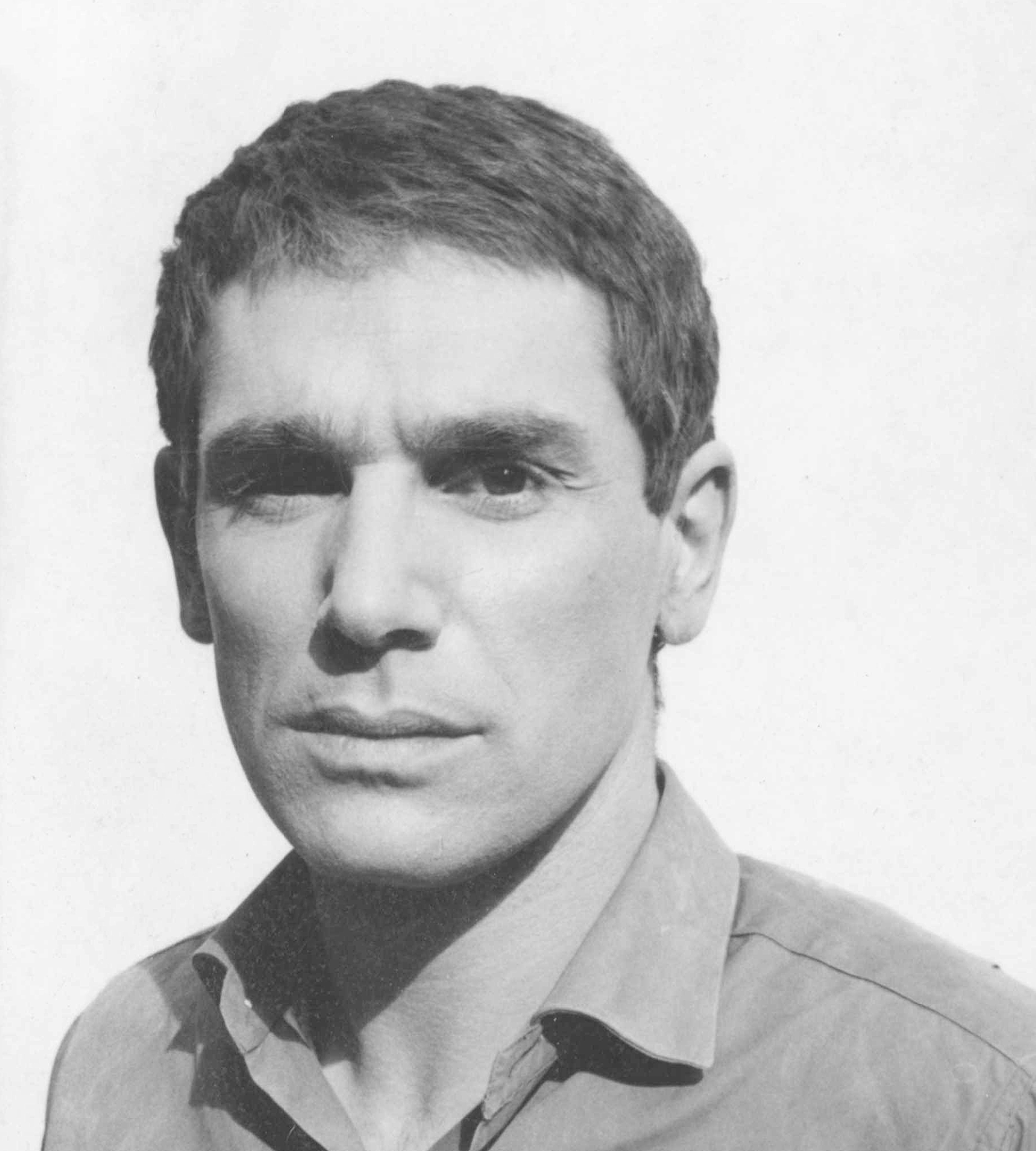
Robert Hossein en 1960. Photo d'identité (Sacem).

### Carrière au théâtre
Il se dirige un temps vers la mise en scène et fait briller le théâtre du Grand-Guignol de ses derniers feux, en association avec Frédéric Dard, avec notamment Docteur Jekyll et Mister Hyde, La Chair de l'orchidée d'après James Hadley Chase, ou encore L'Homme traqué, d'après Francis Carco.
Dans son livre C'était écrit dans les étoiles : trois pas dans le mystère avec vos vedettes préférées (1960), la journaliste et femme de lettres Simone de Tervagne écrit qu’Alex Dahn lui dit : « Je me trouvais, un jour, chez Monique Rolland [l'actrice]. La porte s'ouvre tout à coup et un jeune homme entre. J'ai immédiatement pressenti son destin. J'ai dit “Ce jeune homme deviendra quelqu'un de très important”. Cela se passait en 1956 : c'était Robert Hossein. Peu après, Monique Rolland le faisait débuter en lui confiant sa première mise en scène de théâtre dans L'Homme traqué. »
Il prend en charge en 1970 le théâtre populaire de Reims, expérimentant un théâtre traité comme un véritable spectacle cinématographique, usant de l'accroche « du théâtre comme vous n’en voyez qu’au cinéma. ».

Robert Hossein en 1975.

En 1973 Isabelle Adjani joue avec sa troupe La Maison de Bernarda Alba de Federico García Lorca, qui la consacre (elle entre à la Comédie-Française aussitôt après). Robert Hossein l’avait repérée dans un café proche du Conservatoire à Paris et réussit à convaincre les parents de la jeune comédienne de la laisser partir pour Reims.
Outre Isabelle Adjani, il fait jouer toute une génération montante de jeunes comédiens qui deviendront connus par la suite : Isabelle Huppert (Pour qui sonne le glas, d’après Ernest Hemingway), Anémone (La Prison, d’après Georges Simenon), Jacques Villeret (Les Fourberies de Scapin, de Molière) et Jacques Weber (Crime et châtiment et Les Bas-Fonds).
Ses pièces à Reims sont de plus en plus spectaculaires, nécessitant toujours plus de moyens et donc de financements, au point qu'en 1976 les autorités publiques locales décident de ne plus suivre. Robert Hossein quitte alors la scène rémoise et retourne dans la capitale où il crée sa propre compagnie.
À son retour à Paris, Robert Hossein se lance dans une série de ce qu'il nomme « les grands spectacles » au Palais des Sports et au Palais des Congrès. Ce sont des superproductions spectaculaires, avec un nombre important de comédiens et de figurants, une débauche de moyens dans la pyrotechnie, la sonorisation, la projection, afin d'immerger les spectateurs au cœur du spectacle.
La première de ses superproductions est en 1975 La Prodigieuse Aventure du cuirassé Potemkine coécrit avec les historiens Alain Decaux et Georges Soria. Avec André Castelot, ceux-ci accompagneront Robert Hossein dans ses plus grandes productions : Notre-Dame de Paris (1978), Danton et Robespierre (1978), Les Misérables (1980), Un homme nommé Jésus (1983), La Liberté ou la mort (1988), Je m’appelais Marie-Antoinette (1993) et 1940-1945: de Gaulle, celui qui a dit non (1999). La comédie musicale Les Misérables connaît un grand succès, puis est reprise dans le West End et ensuite à Broadway.
En 1987, il innove dans son spectacle L’Affaire du courrier de Lyon. Dans cette reconstitution d'un procès de cours d'assises, il fait participer les spectateurs à la pièce, certains ont la possibilité de prendre parti : cent d'entre eux, les premiers à avoir levé le doigt, sont invités à prendre place sur le plateau pour former un jury populaire ; le procès achevé, ils n'ont que dix secondes pour voter à l'aide d'un boitier électronique mis à leur disposition sur la culpabilité de l'accusé de la pièce. Le vote est affiché sur des écrans. Six ans plus tard dans le spectacle Je m’appelais Marie-Antoinette, c'est tout le public qui est invité lors de l'entracte à voter sur le sort de la reine déchue à l'issue de son procès. Il réitère le procédé dans L’Affaire Seznec, un procès impitoyable en 2010.
L'apogée de la démesure de ses grands spectacles est atteinte en 2004 avec Ben-Hur : 500 figurants, 13 millions d’euros de budget et la mythique course de chars du film homonyme reconstituée au Stade de France par sept chars tirés par vingt-huit chevaux.
Mais ses grands spectacles ont de moins en moins de succès. En 2000, il accepte la proposition de l’industriel François Pinault à diriger le théâtre Marigny dont l'homme d'affaires possède la concession. Robert Hossein renoue alors avec des pièces de facture classique, faisant notamment jouer Isabelle Adjani dans l'adaptation de La Dame aux camélias. Il quitte huit ans plus tard la direction du théâtre Marigny.
Il lance alors deux derniers grands spectacles marqués par sa foi religieuse : N’ayez pas peur ! Jean Paul II en 2007 au Palais des Sports, et Une femme nommée Marie, créé pour une représentation unique en août 2011, joué devant 25 000 spectateurs et 1 500 malades à Lourdes.
En 2015, avec Stéphane Bern et Ève Ruggieri, il prête sa voix à la narration du spectacle Le Fabuleux Noël du château de Maintenon, dans la scène (supprimée en 2019) retraçant la venue de Churchill au quartier général que l'amiral Darlan y avait installé.

### Carrière au cinéma
Robert Hossein commence sa carrière cinématographique en 1948 dans Le Diable boiteux, de Sacha Guitry, où il tient un petit rôle de figuration. Sa carrière s'accélère avec le film de Jules Dassin, Du rififi chez les hommes. Ensuite, il affronte Jean Gabin, devient un des acteurs favoris de Roger Vadim, travaille avec Yves Allégret, Alexandre Astruc, Édouard Molinaro, Mauro Bolognini, Nadine Trintignant, Christian-Jaque, Claude Autant-Lara et Julien Duvivier.
En 1955, il réalise son premier film, Les salauds vont en enfer, adaptation de la pièce de théâtre de son ami Frédéric Dard, dans lequel il est également acteur. Après Pardonnez nos offenses, qu'il réalise en 1956, et Toi le venin (avec Marina Vlady et la sœur de celle-ci, Odile Versois), il incarne en 1964 un héros romantique, Joffrey de Peyrac, dans Angélique, marquise des anges, puis dans trois autres films de la série (il y en a cinq en tout mais Robert Hossein n’apparaît que dans quatre d'entre eux). Dans un registre plus intimiste, il est l'un des interprètes de La musica de Marguerite Duras, en 1967. En 1968, il retrouve Michèle Mercier, sa partenaire des Angélique, pour La Seconde Vérité de Christian-Jaque puis dans Une corde, un colt…, western français qu'il réalise et interprète. En 1969, il incarne Leonida Montanari dans Les Conspirateurs, un film historique italien sur fond de Risorgimento. Le film a remporté un grand succès auprès du public et de la critique, se plaçant 1er du box-office Italie 1969-1970 avec 9 901 145 entrées
De sa filmographie, on retient surtout — c'est l'avis de Robert Hossein — Le Vampire de Düsseldorf, film sobre et prégnant, qu'il réalise et interprète avec Marie-France Pisier, sa compagne d’alors.

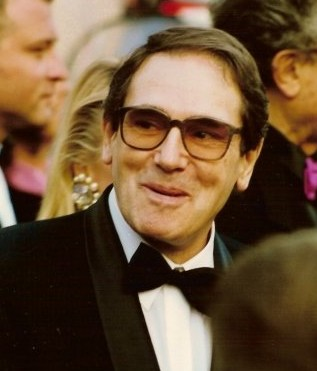
Robert Hossein au Festival de Cannes 1992.

Il multiplie les apparitions comme acteur, notamment dans Le Casse, d'Henri Verneuil. En 1973, il joue le prêtre et amant de Claude Jade dans l'émouvant Prêtres interdits de Denys de La Patellière ; L'Aurore écrit : « remarquablement interprété par Robert Hossein dont c'est un des meilleurs rôles. » Il a joué avec Johnny Hallyday dans Point de chute, qu'il réalise.
En 1981, il fait un retour remarqué dans Les Uns et les Autres de Claude Lelouch. Toujours au cinéma : l'année suivante, Hossein dirige une version monumentale du roman de Hugo, Les Misérables, où il n'apparaît pas, et en 1986 il se met en scène aux côtés de son épouse Candice Patou dans Le Caviar rouge, adaptation par son ami et complice des débuts, Frédéric Dard, de sa propre œuvre. Ensuite il a pour partenaire Emmanuelle Béart dans Les Enfants du désordre de Yannick Bellon (1989), et joue un ancien aviateur, pygmalion de la débutante Audrey Tautou dans Vénus Beauté (Institut), de Tonie Marshall, en 1999.
En 2009, il joue une scène aux côtés de Jean-Paul Belmondo dans le film Un homme et son chien réalisé par Francis Huster.
Il apparaît pour la dernière fois au cinéma en 2020, dans le film L’amour c’est mieux que la vie du réalisateur Claude Lelouch.

### Vie privée

#### Famille
Robert Hossein épouse Marina Vlady, le 23 décembre 1955, avec qui il a deux fils, Igor et Pierre. Un de ses fils est devenu bouddhiste et un autre semble attiré par l’islam.
Le 7 juin 1962, à 34 ans, il épouse la future psychanalyste Caroline Eliacheff, fille de Françoise Giroud, alors âgée de 15 ans, qui avait quitté sa famille à 14 ans pour le suivre. Avec elle il a un fils, Nicolas, né en 1963 et devenu Aaron Eliacheff, rabbin à Strasbourg, où il donne des cours de religion,,.
En 1973, il partage la vie d'une comédienne âgée de 22 ans, Michèle Watrin (qui incarnait la cousine de Claude Jade dans Prêtres interdits) avant que celle-ci ne trouve la mort l'année suivante, peu avant leur mariage prévu, lors d’un accident de voiture qui vaut à Robert Hossein une blessure.
Sa dernière épouse et veuve est Candice Patou. Leur union a été célébrée le 28 juin 1976 à Reims. Ils ont eu un fils prénommé Julien.

#### Religion
Dans les années 1970, Robert Hossein se lie d'amitié avec l'aumônier du théâtre populaire de Reims dont il a la charge. Un jour qu'il bénissait son fils Julien, il lui dit : « Puisque tu es ici, trempe-toi un peu ! »
Fils d'une juive russe et d'un Azéri converti au zoroastrisme, il se fait baptiser dans la religion catholique alors qu'il a près de 50 ans après le baptême de son propre fils Julien.
En 2007, il présente une pièce intitulée N'ayez pas peur portant sur la vie de Jean-Paul II. Il voue une dévotion toute particulière à sainte Thérèse de Lisieux. En avril 2016, il est reçu par le pape François, sur la place Saint-Pierre à Rome. Il confie alors à Radio Vatican sa motivation pour la défense d'un théâtre populaire « qui permette aux jeunes de trouver des perspectives de culture, de sens et de foi ».

#### Mort

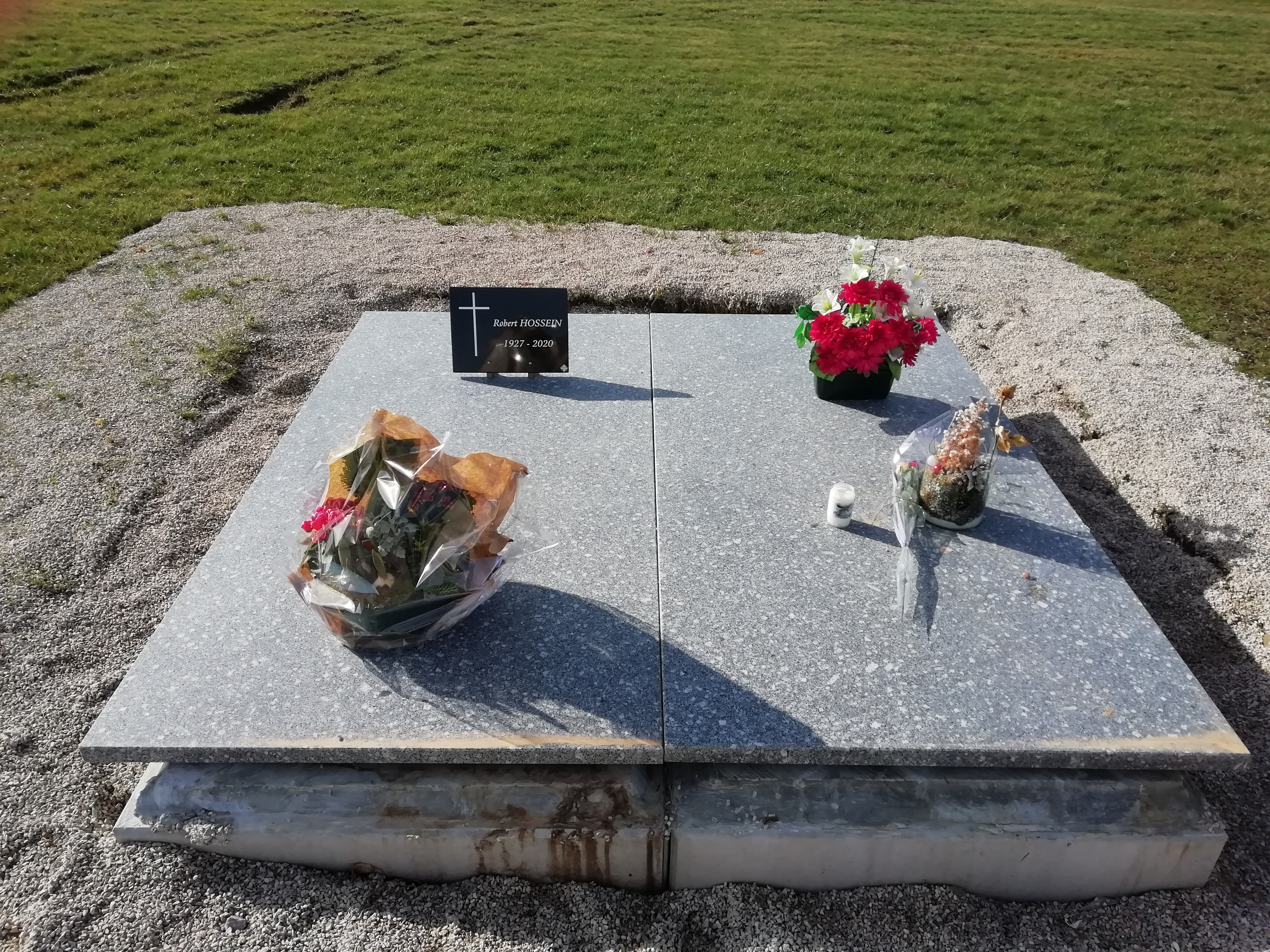
Tombe de Robert Hossein au cimetière de Vittel (Vosges).

Robert Hossein meurt le 31 décembre 2020, le jour suivant son 93e anniversaire, à la clinique d'Essey-lès-Nancy à la suite d'un problème respiratoire lié à la Covid 19,,,.
Après des obsèques en l'église Saint-Rémy de Vittel, il est inhumé le 6 janvier 2021 dans l'intimité familiale au cimetière de cette même ville, dans les Vosges. Une messe d'hommage est célébrée le 9 février en l'église Saint-Sulpice de Paris par l'archevêque Aupetit, et retransmise en direct par la chaîne de télévision KTO, sur son antenne et sur son site ktotv.com.

## Filmographie

### Réalisateur
- 1955 : Les salauds vont en enfer, d'après Frédéric Dard
- 1956 : Pardonnez nos offenses
- 1959 : Toi, le venin, d'après Frédéric Dard
- 1959 : Les Scélérats, d'après Frédéric Dard
- 1959 : La Nuit des espions
- 1961 : Le Jeu de la vérité
- 1961 : Le Goût de la violence
- 1964 : La Mort d'un tueur
- 1964 : Les Yeux cernés
- 1965 : Le Vampire de Düsseldorf
- 1967 : J'ai tué Raspoutine
- 1969 : Une corde, un colt…
- 1970 : Point de chute
- 1982 : Les Misérables
- 1986 : Le Caviar rouge

### Acteur

#### Cinéma
- 1948 : Les souvenirs ne sont pas à vendre, de Robert Hennion
- 1948 : Le Diable boiteux, de Sacha Guitry
- 1948 : Aux yeux du souvenir, de Jean Delannoy
- 1949 : Maya, de Raymond Bernard
- 1954 : Quai des blondes, de Paul Cadéac
- 1955 : Série noire, de Pierre Foucaud
- 1955 : Du rififi chez les hommes, de Jules Dassin
- 1955 : Les salauds vont en enfer, de Robert Hossein d'après Frédéric Dard
- 1956 : Pardonnez nos offenses, de Robert Hossein
- 1956 : Crime et châtiment, de Georges Lampin
- 1957 : Sait-on jamais..., de Roger Vadim
- 1957 : Méfiez-vous fillettes, d'Yves Allégret
- 1958 : Liberté surveillée d'Henri Aisner et Vladimír Vlček (cs)
- 1959 : Toi, le venin, de Robert Hossein d'après Frédéric Dard
- 1959 : La Sentence, de Jean Valère
- 1959 : Les Scélérats, de Robert Hossein
- 1959 : Des femmes disparaissent, d'Édouard Molinaro
- 1959 : Du rififi chez les femmes, d'Alex Joffé
- 1959 : La Nuit des espions, de Robert Hossein
- 1960 : Les Canailles, de Maurice Labro
- 1961 : La Menace, de Gérard Oury
- 1961 : Le Jeu de la vérité, de Robert Hossein
- 1961 : Le Goût de la violence, de Robert Hossein
- 1961 : Madame Sans-Gêne, de Christian-Jaque
- 1962 : Pourquoi Paris ?, de Denys de La Patellière (non confirmé)
- 1962 : Les Petits Matins, de Jacqueline Audry
- 1962 : Le Monte-charge, de Marcel Bluwal
- 1962 : Le Repos du guerrier, de Roger Vadim
- 1963 : Le commissaire mène l'enquête (segment Pour qui sonne le ...), de Fabien Collin
- 1963 : Chair de poule, de Julien Duvivier
- 1963 : Le Meurtrier, de Claude Autant-Lara
- 1963 : Le Vice et la Vertu, de Roger Vadim
- 1963 : Les Grands Chemins, de Christian Marquand
- 1964 : La Mort d'un tueur, de Robert Hossein
- 1964 : Banco à Bangkok pour OSS 117, d'André Hunebelle
- 1964 : Les Yeux cernés, de Robert Hossein
- 1964 : Angélique, marquise des anges, de Bernard Borderie
- 1965 : Le Vampire de Düsseldorf, de Robert Hossein
- 1965 : Guerre secrète (The Dirty Game), de Christian-Jaque, Werner Klingler, Carlo Lizzani et Terence Young
- 1965 : La Fabuleuse Aventure de Marco Polo, de Denys de La Patellière et Noël Howard
- 1965 : Le Tonnerre de Dieu, de Denys de La Patellière
- 1966 : La Seconde Vérité, de Christian-Jaque
- 1966 : Mademoiselle de Maupin (Madamigella di Maupin), de Mauro Bolognini
- 1966 : La Longue Marche, d'Alexandre Astruc
- 1966 : Angélique et le Roy, de Bernard Borderie
- 1966 : Brigade antigangs, de Bernard Borderie
- 1967 : Lamiel, de Jean Aurel
- 1967 : L'Homme qui trahit la mafia, de Charles Gérard
- 1967 : La Musica, de Marguerite Duras et Paul Seban
- 1967 : J'ai tué Raspoutine, de Robert Hossein
- 1967 : Indomptable Angélique, de Bernard Borderie
- 1968 : La Petite Vertu, de Serge Korber
- 1968 : La Leçon particulière, de Michel Boisrond
- 1968 : La Femme écarlate, de Jean Valère
- 1968 : Angélique et le Sultan, de Bernard Borderie
- 1968 : Pas de roses pour OSS 117, de Renzo Cerrato, Jean-Pierre Desagnat et André Hunebelle
- 1969 : Il était une fois dans l'Ouest de Sergio Leone
- 1969 : Maldonne, de Sergio Gobbi
- 1969 : Le Temps des loups, de Sergio Gobbi
- 1969 : Les Conspirateurs (Nell'anno del Signore), de Luigi Magni
- 1969 : Les Libertines (Las Bellas), de Dave Young
- 1969 : La Bataille d'El Alamein (La Battaglia di El Alamein), de Giorgio Ferroni
- 1969 : Une corde, un colt…, de Robert Hossein
- 1969 : La Vie, l'Amour, la Mort, de Claude Lelouch
- 1969 : Le Voleur de crimes, de Nadine Trintignant
- 1969 : Sept Hommes pour Tobrouk (La Battaglia del deserto), de Mino Loy
- 1970 : Point de chute, de Robert Hossein
- 1971 : Le Juge, de Federico Chentrens et Jean Girault
- 1971 : La Part des lions, de Jean Larriaga
- 1971 : Le Casse, d'Henri Verneuil
- 1972 : Hellé, de Roger Vadim
- 1972 : Un meurtre est un meurtre, d'Étienne Périer
- 1973 : Don Juan 73 ou Si Don Juan était une femme..., de Roger Vadim
- 1973 : Un officier de police sans importance, de Jean Larriaga
- 1973 : Prêtres interdits, de Denys de La Patellière
- 1974 : Le Protecteur, de Roger Hanin
- 1975 : Le Faux-cul, de Roger Hanin
- 1978 : L'Amant de poche, de Bernard Queysanne
- 1979 : Démons de midi, de Christian Paureilhe
- 1981 : Les Uns et les Autres, de Claude Lelouch
- 1981 : Le Professionnel, de Georges Lautner
- 1982 : Le Grand Pardon, d'Alexandre Arcady
- 1983 : Surprise Party, de Roger Vadim
- 1986 : Le Caviar rouge, de Robert Hossein
- 1986 : Un homme et une femme : vingt ans déjà, de Claude Lelouch
- 1987 : Lévy et Goliath, de Gérard Oury
- 1989 : Les Enfants du désordre, de Yannick Bellon
- 1992 : L'Inconnu dans la maison, de Georges Lautner (voix)
- 1994 : L'Affaire, de Sergio Gobbi
- 1995 : Les Misérables, de Claude Lelouch
- 1997 : Le Masque de cire, de Sergio Stivaletti
- 1999 : Vénus Beauté (Institut), de Tonie Marshall
- 1999 : Gialloparma, d'Alberto Bevilacqua
- 2003 : San-Antonio (San Antonio), de Frédéric Auburtin
- 2006 : La Disparue de Deauville, de Sophie Marceau
- 2008 : Un homme et son chien, de Francis Huster
- 2019 : Le Fruit de l'espoir, d'Alain Williams
- 2019 : Les Silences de Johnny de Pierre-William Glenn
- 2021 : L'amour c'est mieux que la vie, de Claude Lelouch

#### Télévision
- 1973 : Vogue la galère, de Raymond Rouleau
- 1974 : Le Tour d'écrou, de Raymond Rouleau
- 1978 : Emmenez-moi au théâtre : Pas d'orchidées pour Miss Blandisch, de Claude Barma
- 1983 : Les Uns et les Autres, de Claude Lelouch (série)
- 1988 : La Croisade des enfants, de Serge Moati
- 2005 : Le Juge, de Vincenzo Marano (feuilleton)
- 2006 : Petits Meurtres en famille d'Edwin Baily  (feuilleton en quatre parties)
- 2008 : Vénus et Apollon (saison 2) (feuilleton) de Pascal Lahmani
- 2011 : Belmondo, itinéraire… de Vincent Perrot et Jeff Domenech : témoignage

## Théâtre

### Auteur

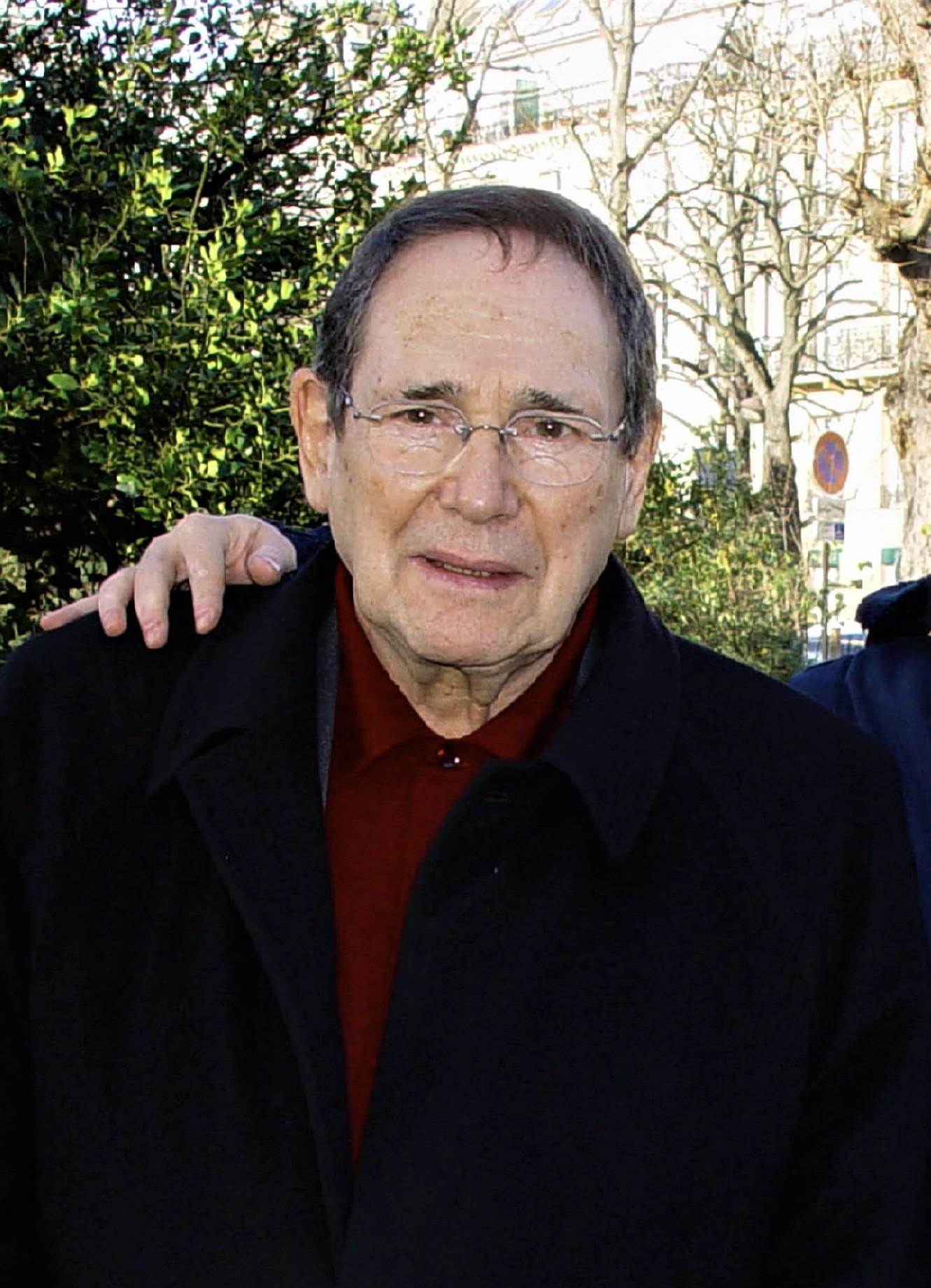
Robert Hossein, au temps où il était directeur du théâtre Marigny.

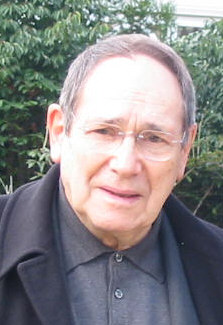
Robert Hossein devant son théâtre en 2007.

- 1949 : Les Voyous, théâtre du Vieux-Colombier
- 1954 : Responsabilité limitée, théâtre Fontaine
- 1957 : Vous qui nous jugez, théâtre de l'Œuvre
- 1963 : Six Hommes en question de Frédéric Dard et Robert Hossein, théâtre Antoine

### Comédien
- Le Retour de l'enfant prodigue d'André Gide, mise en scène Jean Marchat, théâtre des Mathurins
- 1949 : Les Voyous de Robert Hossein, mise en scène de l'auteur, théâtre du Vieux-Colombier
- 1949 : La neige était sale de Georges Simenon, adaptation Frédéric Dard, mise en scène Raymond Rouleau, théâtre de l'Œuvre
- 1949 : Haute Surveillance de Jean Genet, mise en scène Jean Marchat, théâtre des Mathurins
- 1952 : La neige était sale de Georges Simenon, adaptation Frédéric Dard, mise en scène Raymond Rouleau, théâtre des Célestins
- 1953 : Du plomb pour ces demoiselles de Frédéric Dard, mise en scène Georges Vitaly, théâtre du Grand-Guignol
- 1954 : La Corde de Patrick Hamilton, mise en scène Jean Darcante, théâtre de la Renaissance
- 1954 : Responsabilité limitée de Robert Hossein, mise en scène Jean-Pierre Grenier, théâtre Fontaine
- 1957 : Vous qui nous jugez de et mise en scène Robert Hossein, théâtre de l'Œuvre
- 1957 : Jupiter de Robert Boissy, mise en scène Jacques-Henri Duval, théâtre des Célestins
- 1963 : Six Hommes en question de Frédéric Dard & Robert Hossein, mise en scène Robert Hossein, théâtre Antoine
- 1966 : L'Obsédé (L'Amateur) (en) de John Fowles adaptation France Roche, mise en scène Robert Hossein, théâtre des Variétés
- 1968 : La Moitié du plaisir de Steve Passeur, Jean Serge & Robert Chazal, mise en scène Robert Hossein, théâtre Antoine, théâtre des Variétés
- 1970 : La neige était sale de Georges Simenon, adaptation Frédéric Dard, mise en scène Robert Hossein d'après celle de Raymond Rouleau, théâtre des Célestins, tournée Herbert-Karsenty
- 1975 : Des souris et des hommes de John Steinbeck, adaptation Marcel Duhamel, mise en scène Robert Hossein, théâtre de Paris
- 1976 : Huis clos de Jean-Paul Sartre, mise en scène Andréas Voutsinás, théâtre Gérard-Philipe : Garcin
- 1977 : La Putain respectueuse de Jean-Paul Sartre, mise en scène Jacques Weber, théâtre Gérard-Philipe
- 1977 : Pas d'orchidées pour miss Blandish de James Hadley Chase, adaptation Frédéric Dard, mise en scène Robert Hossein, maison de la culture de Reims, théâtre de la Porte-Saint-Martin
- 1978 : La Cinéscénie, Puy du Fou
- 1979 : Les Hauts de Hurlevent d'après Emily Brontë, mise en scène Robert Hossein, théâtre de Boulogne-Billancourt
- 1981 : Lorna et Ted de John Hale, mise en scène Michel Fagadau, théâtre de Boulogne-Billancourt
- 1985 : Lorna et Ted de John Hale, mise en scène Michel Fagadau, Petit Marigny
- 1987 : Lorna et Ted de John Hale, mise en scène Michel Fagadau
- 1994 : La Nuit du crime de Jean Serge, Robert Chazal et Robert Hossein d'après Steve Passeur, mise en scène Robert Hossein, théâtre de Paris
- 1997 : la Légende de Saint Philbert et, en 2005, Les Vikings, Puy du Fou : le narrateur
- 1999 : Ouragan sur le Caine de Herman Wouk, mise en scène Robert Hossein, théâtre des Champs-Élysées
- 2002 : Huis clos de Jean-Paul Sartre, mise en scène Robert Hossein, théâtre Marigny : Garcin
- 2003 : Antigone de Jean Anouilh, mise en scène Nicolas Briançon, théâtre Marigny : Créon
- 2007 : Lorna et Ted de John Hale, mise en scène Michel Fagadau
- 2010 : Seznec : un procès impitoyable d'Éric Rognard et Olga Vincent, mise en scène Robert Hossein, théâtre de Paris
- 2010 : Dominici : un procès impitoyable de Marc Fayet, mise en scène Robert Hossein, théâtre de Paris

### Metteur en scène
- 1949 : Les Voyous de Robert Hossein, théâtre du Vieux-Colombier
- 1954 : Les salauds vont en enfer de Frédéric Dard, théâtre du Grand-Guignol
- 1954 : L'Homme traqué de Frédéric Dard, théâtre des Noctambules, théâtre municipal de Nice
- 1954 : Docteur Jekyll et mister Hyde de Frédéric Dard, théâtre du Grand-Guignol
- 1955 : La Chair de l'orchidée adaptation Frédéric Dard et Marcel Duhamel d'après James Hadley Chase, théâtre du Grand-Guignol
- 1957 : Vous qui nous jugez de Robert Hossein, théâtre de l'Œuvre
- 1963 : Six hommes en question de Frédéric Dard et Robert Hossein, théâtre Antoine
- 1966 : L'Obsédé (L'Amateur) (en) de John Fowles adaptation France Roche, théâtre des Variétés
- 1968 : La Moitié du plaisir de Steve Passeur, Jean Serge & Robert Chazal, théâtre Antoine, théâtre des Variétés
- 1970 : La neige était sale de Georges Simenon, adaptation Frédéric Dard, mise en scène Robert Hossein d'après celle de Raymond Rouleau, théâtre des Célestins, tournée Herbert-Karsenty
- 1971 : Crime et Châtiment de Fiodor Dostoïevski, Reims
- 1972 : Les Bas-fonds de Maxime Gorki, Reims, théâtre de l'Odéon
- 1972 : La Prison d'après Georges Simenon, Reims
- 1972 : Roméo et Juliette de William Shakespeare, Reims, 1973 : théâtre de la Porte-Saint-Martin
- 1974 : La Maison de Bernarda Alba de Federico García Lorca, Comédie-Française
- 1974 : Hernani de Victor Hugo, Comédie-Française
- 1975 : Crime et Châtiment de Fiodor Dostoïevski, théâtre de Paris
- 1975 : Des souris et des hommes de John Steinbeck, théâtre de Paris
- 1977 : Pas d'orchidées pour miss Blandish de James Hadley Chase, adaptation Frédéric Dard, maison de la culture de Reims
- 1977 : Procès de Jeanne d'Arc, théâtre de Paris
- 1978 : Le Cauchemar de Bella Manningham de Frédéric Dard d'après Patrick Hamilton, théâtre Marigny
- 1979 : Les Hauts de Hurlevent d'après Emily Brontë, théâtre de Boulogne-Billancourt
- 1980 : Six hommes en question de Frédéric Dard et Robert Hossein, théâtre Antoine
- 1983 : Un grand avocat d’Henry Denker, théâtre Mogador
- 1986 : Les Brumes de Manchester de Frédéric Dard, théâtre Marigny, théâtre de Paris en 1987
- 1987 : Kean de Jean-Paul Sartre d'après Alexandre Dumas, théâtre Marigny
- 1990 : Cyrano de Bergerac d'Edmond Rostand, théâtre Marigny, théâtre de Nice
- 1992 : Les Bas-fonds de Maxime Gorki, théâtre Mogador
- 1998 : Surtout ne coupez pas d'après "Sorry, wrong number" de Lucille Fletcher, théâtre Marigny
- 1999 : Ouragan sur le Caine d'Herman Wouk, Comédie des Champs-Élysées[31]
- 2000 : Huis clos de Jean-Paul Sartre, théâtre Marigny
- 2001 : Coupable ou non coupable d'Ayn Rand, théâtre Marigny
- 2001 : Crime et Châtiment de Fiodor Dostoïevski, théâtre Marigny
- 2002 : Huis clos de Jean-Paul Sartre, théâtre Marigny
- 2010 : L'Affaire Seznec d'Éric Rognard et Olga Vincent, théâtre de Paris
- 2010 : Dominici : un procès impitoyable de Marc Fayet, théâtre de Paris

### Metteur en scène de grands spectacles
- 1975 : Le Cuirassé Potemkine, palais des sports de Paris
- 1978 : Notre-Dame de Paris, palais des sports de Paris
- 1979 : Danton et Robespierre d'Alain Decaux, Stellio Lorenzi et Georges Soria, palais des congrès de Paris
- 1980 : Les Misérables, d'après Victor Hugo, palais des sports de Paris, spectacle musical
- 1983 : Un homme nommé Jésus, palais des sports de Paris
- 1985 : Jules César, palais des sports de Paris
- 1987 : L'Affaire du courrier de Lyon d'Alain Decaux et Robert Hossein, palais des sports de Paris
- 1988 : La Liberté ou la mort, d'après Danton et Robespierre d'Alain Decaux, Stellio Lorenzi et Georges Soria, palais des congrès de Paris
- 1989 : Dans la nuit la Liberté, palais des sports de Paris
- 1989 : Un Jour la Liberté, final du concert de Michel Sardou, palais omnisports de Paris-Bercy
- 1991 : Jésus était son nom, palais des sports de Paris
- 1993 : Je m'appelais Marie-Antoinette, palais des sports de Paris
- 1994 : La Nuit du crime, d'après Steve Passeur, adaptation de Jean Serge, Robert Chazal et Robert Hossein, théâtre de Paris
- 1995 : Angélique, Marquise des anges, d'après Anne et Serge Golon, palais des sports de Paris
- 1997 : La Vie en bleu, comédie musicale de Jean-Michel Bériat et Raymond Jeannot, musique de Pascal Stive, création à l'opéra de Monaco puis au théâtre Mogador à Paris
- 1999 : Celui qui a dit non, palais des congrès de Paris, retraçant le combat de Charles de Gaulle durant la Seconde Guerre mondiale, coécrit par Alain Peyrefitte et Alain Decaux
- 2000 : Jésus la résurrection, palais des sports de Paris
- 2002 : C'était Bonaparte, palais des sports de Paris
- 2004 : On achève bien les chevaux, spectacle musical d'après Horace McCoy, palais des congrès de Paris
- 2006 : Ben-Hur, Stade de France
- 2007 : N'ayez pas peur ! Jean-Paul II, palais des sports de Paris
- 2011 : Une femme nommée Marie (aux sanctuaires de Lourdes)

### Participations à d'autres mises en scène
- 2013 : De Gaulle, en grand, participation à la création du spectacle en mapping vidéo de Christophe Marlard[32], mémorial Charles-de-Gaulle
- 2014 : De Gaulle, en grand, participation à la création de la saison 2 du spectacle de Christophe Marlard[32], mémorial Charles-de-Gaulle
- 2014 : Napoléon, bicentenaire de la bataille de Reims, participation au spectacle en mapping vidéo de Christophe Marlard
- 2015 : De Gaulle, en grand, collaboration à la création de la saison 3 du spectacle de Christophe Marlard[32], mémorial Charles-de-Gaulle

## Distinctions

### Décorations
- Commandeur de la Légion d'honneur le 14 avril 2006 au titre de « auteur dramatique, comédien, metteur en scène »[33]. Il avait été nommé chevalier le 31 décembre 1989 au titre de « metteur en scène ; 41 ans d'activités théâtrales, cinématographiques et de services militaires »[34] et promu officier le 13 juillet 2000 au titre de « auteur dramatique et metteur en scène »[35].
- Grand officier de l'ordre national du Mérite le 29 mai 2019 au titre de « metteur en scène, réalisateur, scénariste, dialoguiste »[36]. Il avait été promu commandeur le 14 mai 1994 au titre de « comédien, metteur en scène »[37].
- Commandeur de l'ordre des Arts et des Lettres en 1987[38],[39].
- Commandeur de l'ordre du Mérite culturel le 18 novembre 2006 (Monaco)[40].

### Hommages
Robert Hossein est titulaire du prix Orange du Festival de Cannes en 1963, du prix Dominique de la mise en scène pour La Liberté ou la mort et l'ensemble de son œuvre en 1988, d'un Molière d'honneur en 1995 et de la médaille de la Ville de Paris, échelon grand vermeil en 2000, du prix Grand Siècle décerné par le groupe Laurent-Perrier en 2000, en 2002 du titre de « Pape du spectacle » décerné par le château Pape Clément pour l'ensemble de sa carrière, de la médaille d'honneur de la Société des auteurs et compositeurs dramatiques (SACD), du prix du « Poisson d'argent » au Vatican dans le cadre du Mirabile Dictu pour son spectacle Une femme nommée Marie en 2012,.
En 2014, Robert Hossein a été fait citoyen d'honneur de Vittel et son nom a été donné à un square de la ville.
En 2020, Robert Hossein a reçu le prix du festival de cinéma en Ukraine.

## Publications

### Romans
- 1962 : Le sang est plus épais que l'eau avec Frédéric Dard, Fleuve noir
- 1985 : Le Caviar rouge avec Frédéric Dard, Fleuve noir

### Autres publications
- 1978 : La Sentinelle aveugle, Grasset
- 1981 : Nomade sans tribu, Fayard
- 1987 : En désespoir de cause, Plon
- 1991 : Le Diable boiteux, d’Henry-Jean Servat
- 2001 : La Nostalge, Michel Lafon
- 2002 : Lumière et Ténèbres, Le Pré aux Clercs
- 2007 : N'ayez pas peur... De croire, Lattès
- 2010 : Frédéric Quinonero, préface de Robert Hossein, Sophie Marceau - La belle échappée, éditions Didier Carpentier
- 2016 : Je crois en l'homme parce que je crois en Dieu, avec François Vayne, Plon